# Acqua regia

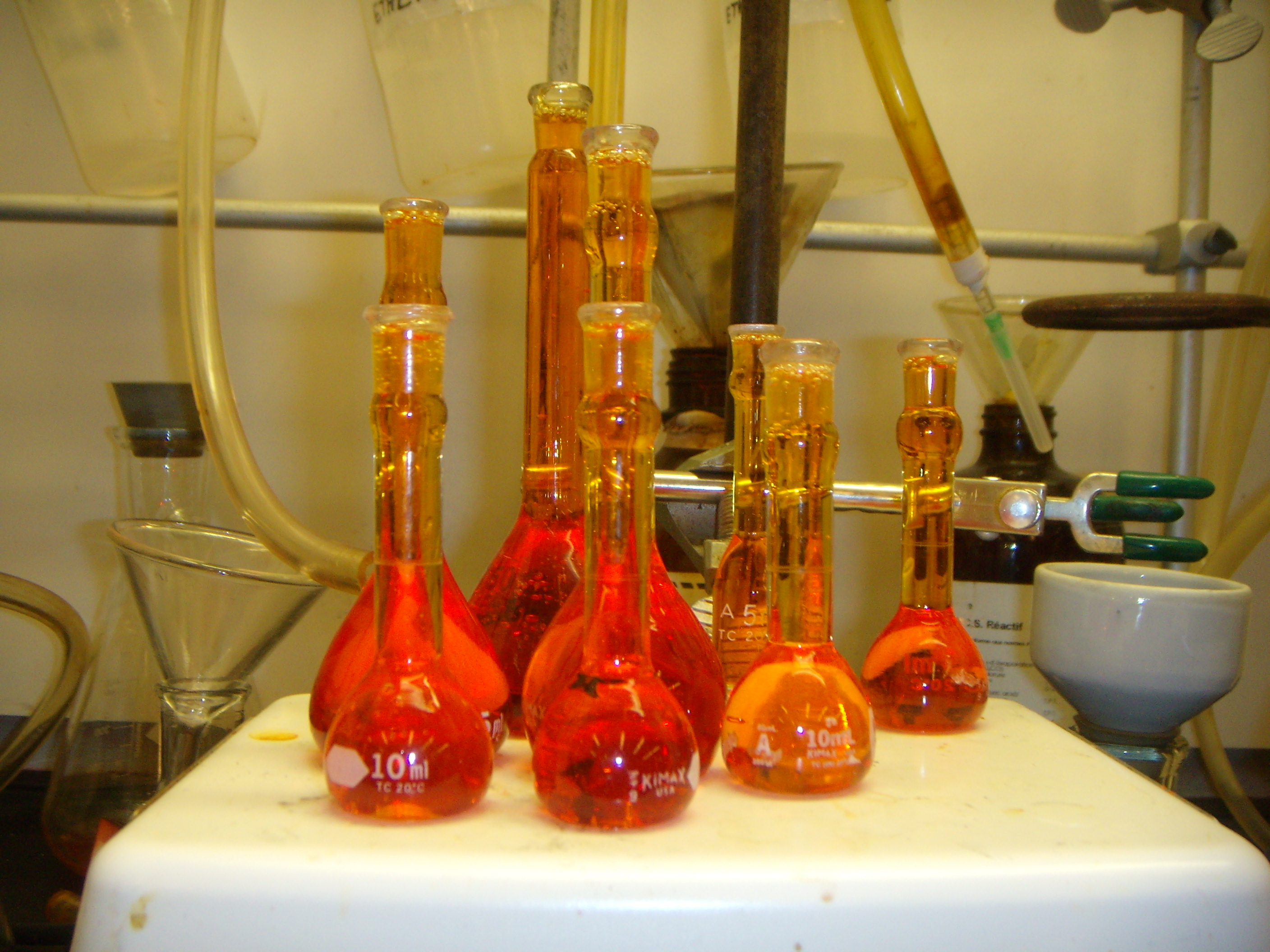
Matracci pieni di acqua regia

L'acqua règia (o acido nitroclorico o acido cloronitrico o acido nitromuriatico) è una miscela, instabile a temperatura ambiente, composta da una mole di acido nitrico e tre moli di acido cloridrico.

## Formula chimica
I due acidi danno la seguente reazione:
{\displaystyle {\ce {HNO3 + 3HCl -> Cl2 + NOCl + 2H2O}}}

## Storia

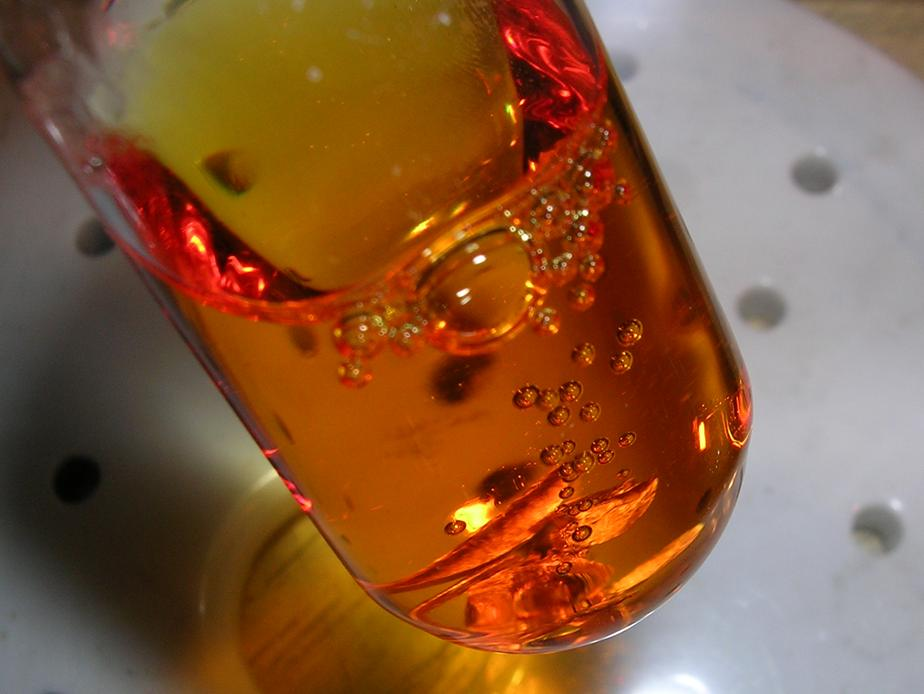
Dissoluzione del platino in acqua regia

Fu l'alchimista Jabir ibn Hayyan a studiare per primo il suo uso. Il suo nome deriva dalla sua capacità di sciogliere l'oro (e anche il platino e il palladio), considerato dagli alchimisti il "re dei metalli" in quanto praticamente inattaccabile dalle altre sostanze. Nessuno dei due acidi che compongono l'acqua regia, preso singolarmente, riesce a intaccare tali metalli: anche se da solo l'acido nitrico riesce a ossidare una piccolissima quantità di oro in ioni Au3+, occorrono gli ioni Cl- forniti dall'acido cloridrico per trasformarli in acido cloroaurico (HAuCl4) e permettere la continuazione della reazione di ossidazione.
Attualmente trova impiego nell'analisi del contenuto in metalli pesanti nel suolo e nell'industria dei circuiti stampati.

## Precauzioni
Attenzione: l'acqua regia è un potente agente corrosivo.

## Curiosità
Quando le truppe tedesche invasero la Danimarca durante la seconda guerra mondiale, il chimico ungherese George de Hevesy dissolse le medaglie dei premi Nobel dei fisici tedeschi Max von Laue (1914) e James Franck (1925) in acqua regia per evitare che gli occupanti le sequestrassero. Il regime nazionalsocialista infatti aveva in odio i premi Nobel, dopo che nel 1935 all'oppositore Carl von Ossietzky era stato conferito il premio Nobel per la pace. De Hevesy nascose poi la soluzione tra altri reagenti chimici, riuscendo così ad occultarla. Alla fine della guerra, de Hevesy ritornò nel laboratorio e ritrovò la soluzione intatta. Da questa riprecipitò l'oro che fu inviato all'Accademia Svedese delle Scienze e alla Fondazione Nobel, la quale rimodellò le medaglie che furono ridate a Laue e Franck.